# Глатфельден
Глатфельден (нем. Glattfelden) — коммуна в Швейцарии, в кантоне Цюрих.
Входит в состав округа Бюлах. Население составляет 3938 человек (на 31 декабря 2007 года). Официальный код — 0058.

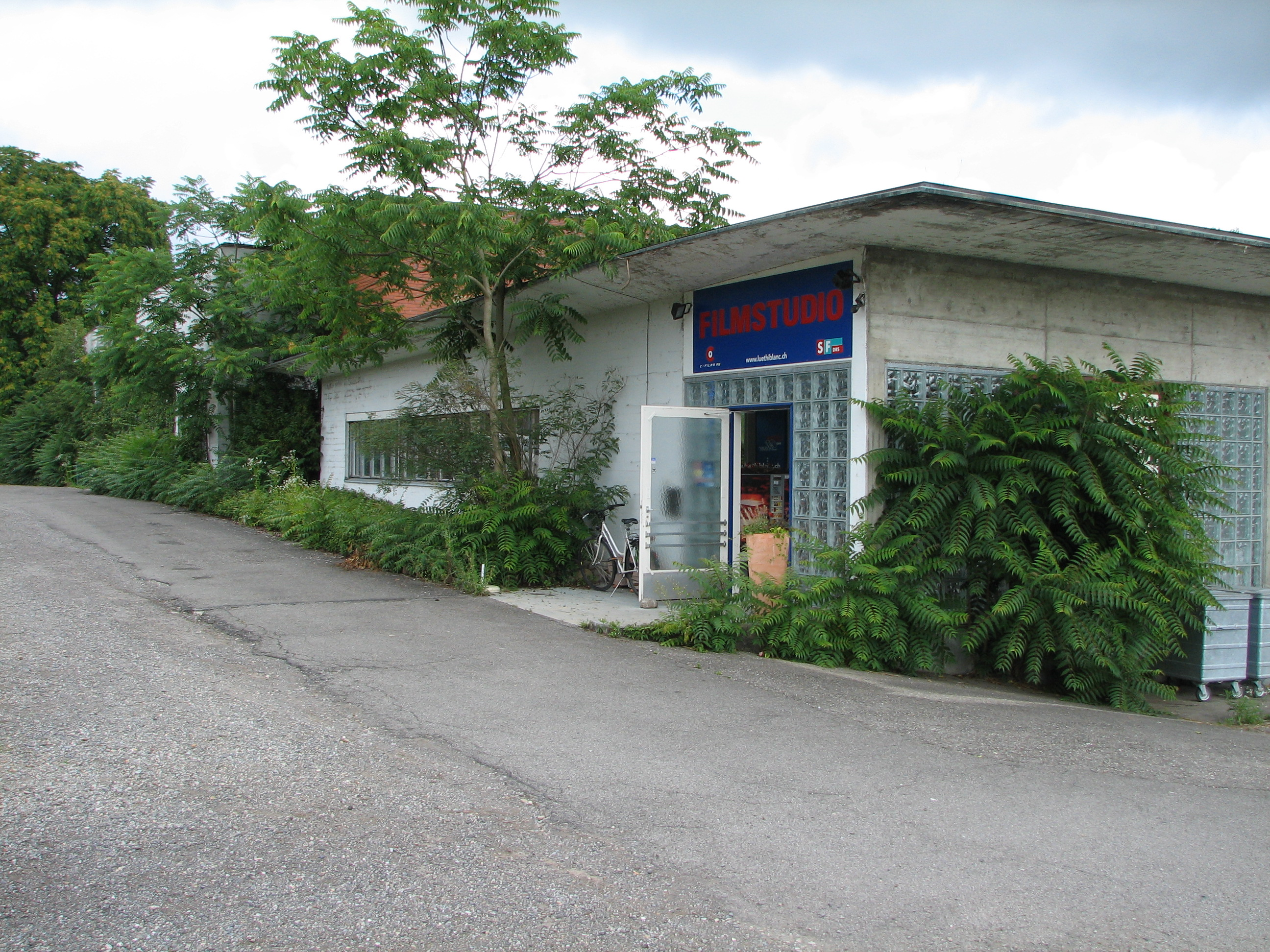
Глатфельден

## Состав коммуны
- Райнсфельден
- Цвайдлен